# Jean-Frédéric Oehmichen
Jean-Frédéric Oehmichen, francoski general, * 1876, † 1957.